# Focke-Achgelis Fa 330
Focke-Achgelis Fa 330  — одноместный разборный разведывательный гироплан.
Был разработан в Германии в начале Второй Мировой Войны, когда начале 1942 года фирма Focke-Achgelis получила заказ на небольшой одноместный разборный автожир. Создан по заказу ВМФ для использования во время боевых походов подводных лодок, которые имели ограниченный обзор. Отличительной особенностью данного аппарата является отсутствие двигателя: подлодка буксировала его против ветра при помощи троса, наподобие воздушного змея. Аппарат мог подниматься на высоту до 150 м, что обеспечивало дальность обнаружения цели до 40 км, по сравнению с 8 км с палубы подводной лодки. Наблюдатель связывался с вахтой на мостике по телефону.
Первый полёт Fa.330 «Bachstelze» («Трясогузка») состоялся в 1943 году.
Аппараты строились на «Везер флюгцойгбау» под Бременом. Всего было построено около 200 аппаратов.
О реальном использовании данного гироплана сохранилось мало документов, но известно, что Fa 330 не был популярен у подводников, так как он задерживал срочное погружение. Впервые в действии был опробован подводной лодкой U-177 в пустынном районе Южной Атлантики неподалёку от африканского побережья в апреле-мае 1943 года. 
Более интенсивно использовался в Индийском океане. Так, данный гироплан запускался подводной лодкой U-861 во время патрулирования у Мадагаскара.

## ЛТХ
- Тип — лёгкий разведывательный гироплан
- Диаметр несущего винта: 7,32 м
- длина: 4,4 м
- вес пустого — 83 кг
- скорость буксировки: до 40 км/ч
- минимальная — 25 км/ч